# Arrondissement de Toubacouta
Das Arrondissement de Toubacouta in Senegal ist eines von den drei Arrondissements, in die das Département Foundiougne als Teil der Region Fatick gegliedert ist. Das Arrondissement umfasst fünf Gemeinden (Communes). Die Unterpräfektur als Sitz des Arrondissements liegt in der Gemeinde Toubacouta.

## Geographische Lage
Das Arrondissement liegt im zentralen Westen Senegals. Es umfasst den Süden des Départements und reicht bis zur Grenze von Gambia. Es wird im Westen landschaftlich geprägt durch das Saloum-Delta, einer flachen Küstenzone, in der die von der Atlantikküste teilweise über 15 Kilometer weit landeinwärts reichende Gezeitenströmung aus dem Unterlauf dreier Hauptströme, des Saloum, des Diombos und des Bandiala, ein weit verzweigtes und inselreiches amphibisches System von Bolons wie dem Jinnak Bolon und von Mangrovenwäldern geschaffen hat. Große Teile dieses Mündungsdeltas bilden ein UNESCO-Biosphärenreservat und ein in dessen Kernzone eingebettetes UNESCO-Welterbe, zu dem die Îles de Bettenty der Gemeinde Toubacouta zählen. Die dem Delta vorgelagerten kleinen Inseln, die vor der Küste liegenden kilometerweit ins Meer reichenden Sandbänke, Untiefen und Flachwasserzonen sowie der Forêt classée de Fathala an der Grenze zu Gambia gehören auch zu dieser Kernzone, bilden aber zusätzlich als Nationalpark Delta du Saloum den zweitgrößten Nationalpark Senegals. Östlich davon ist die Landschaft schon Teil des Erdnussbeckens. Das Arrondissement hat eine Fläche von 1490,526 km².

## Bevölkerung
Die Daten des Arrondissements und seiner Gemeinden (Communes) sind der Fläche und den letzten Volkszählungen nach wie folgt zusammengestellt:
| Commune             | Fläche km² | Einwohner 2013 | Einwohner 2023 |
| ------------------- | ---------- | -------------- | -------------- |
| Keur Saloum Diané   | 247,1      | 26.715         | 37.793         |
| Keur Samba Guèye    | 247,7      | 23.523         | 36.418         |
| Toubacouta          | 729,6      | 34.957         | 43.592         |
| Nioro Alassane Tall | 261,0      | 32.435         | 46.366         |
| Karang Poste        | 5,126      | 14.624         | 26.972         |
| Arrondissement      | 1490,526   | 132.254        | 191.141        |